# Nyírcsaholy megállóhely
Nyírcsaholy megállóhely egy Szabolcs-Szatmár-Bereg vármegyei vasúti megállóhely Nyírcsaholy településen, a MÁV üzemeltetésében. A belterület keleti szélén helyezkedik el, közúti elérését a 4918-as útból kiágazó 49 332-es számú mellékút teszi lehetővé.

## Vasútvonalak
A megállóhelyet az alábbi vasútvonalak érintik:
- Mátészalka–Nagykároly-vasútvonal

## Kapcsolódó állomások
A megállóhelyhez az alábbi állomások vannak a legközelebb:
- Mátészalka vasútállomás (Mátészalka vasútállomás, Mátészalka–Nagykároly-vasútvonal)
- Nagyecsed vasútállomás (Nagykároly vasútállomás, Mátészalka–Nagykároly-vasútvonal)

## Forgalom
| Járat        | Útvonal | Gyakoriság     |
| ------------ | --- | -------------- |
| személyvonat | Tiborszállás – Nagyecsed – Nyírcsaholy – Mátészalka – Ópályi – Nagydobos – Vitka – Vásárosnamény – Kisvarsány – Gyüre – Aranyosapáti – Újkenéz – Tornyospálca – Mándok – Eperjeske alsó – Záhony                                                             | 2-4 óránként   |
| személyvonat | Mátészalka – Nyírcsaholy – Nagyecsed – Tiborszállás | Napi 2 pár     |
| személyvonat | Debrecen – Debrecen-Csapókert – Apafa – Dombostanya – Hajdúsámson – Tamásipuszta – Aradványpuszta – Nyíradony – Nyírmihálydi – Nyírgelse – Nyírbogát – Nyírbátor – Nyírcsászári – Hodász – Nyírmeggyes – Mátészalka – Nyírcsaholy – Nagyecsed – Tiborszállás | Vasárnap 1 pár |